# Władysław Saczonek
Władysław Saczonek (ur. 29 lipca 1945 w powiecie Zarosy na Wileńszczyźnie) – polski dowódca wojskowy, generał brygady Wojska Polskiego w stanie spoczynku, dowódca 2 pułku czołgów (1974–1977), dowódca 20 Dywizji Pancernej (1979–1982); attaché wojskowy w Kanadzie (1999–2004).

## Życiorys
Władysław Saczonek syn Maksymiliana urodził się 29 lipca 1945. Dzieciństwo spędził na Warmii. W latach 1959–1963 kontynuował naukę w liceum ogólnokształcącym w Lidzbarku Warmińskim. We wrześniu 1963 rozpoczął studia w Oficerskiej Szkole Wojsk Pancernych w Poznaniu, które ukończył z wyróżnieniem w sierpniu 1966. Służbę zawodową rozpoczął jako dowódca plutonu czołgów w 2 pułku czołgów w Opolu 10 Dywizji Pancernej. W 1967 był dowódcą plutonu czołgów w 40 pułku zmechanizowanym 10 DPanc, a następnie po jego przeformowaniu w 25 pułku zmechanizowanym tej dywizji stacjonującym w Opolu. W latach 1967–1969 dowodził kompanią czołgów w 25 pz, potem w 13 pułku czołgów 10 DPanc.

W 1969 został skierowany na studia w Akademii Sztabu Generalnego WP i po ich ukończeniu powrócił do Opola, gdzie objął funkcję starszego pomocnika szefa wydziału operacyjnego w sztabie 10 DPanc. W latach 1973–1974 był szefem sztabu–zastępcą dowódcy 10 pułku czołgów 10 DPanc. W latach 1974–1977 dowodził 2 pcz. Dowodzona przez niego jednostka został wyróżniona w rozkazie Ministra Obrony Narodowej. W 1977 został skierowany do Szczecinka, gdzie do 1979 wykonywał obowiązki szefa sztabu–zastępcy dowódcy 20 Dywizji Pancernej. Następnie w 1979 w wieku 34 lat dowódca tejże dywizji, awansowany na pułkownika w 1980 (był najmłodszym dowódcą dywizji w ostatnich 25 latach). Dowodzona przez niego dywizja była dwukrotnie wyróżniana w rozkazach ministra ON. W pierwszej połowie 1981 podczas odprawy służbowej z szefem sztabu gen. Florianem Siwickim, jako dowódca 20 DPanc, wypowiedział się przeciwko radzieckiej interwencji zbrojnej na obszarze RP: 

Jest to nasza wewnętrzna sprawa i jeśli sojusznicze wojska wejdą do Polski, to polska armia będzie stawiać opór zbrojny.

 Od 13 grudnia 1981 wykonywał zadania wynikające z zarządzeń stanu wojennego postawionych dla 20 DPanc. W 1982 został skierowany na studia w Akademii Sztabu Generalnego Sił Zbrojnych ZSRR, po czym po ich ukończeniu w 1984 został wyznaczony na stanowisko I zastępcy szefa Sztabu Warszawskiego Okręgu Wojskowego. W latach 1986–1988 pełnił służbę w Zarządzie Operacyjnym Sztabu Generalnego WP jako szef oddziału planowania ogólnego. W okresie 1988–1992 szef Zarządu Operacyjnego Głównego Zarządu Szkolenia Bojowego. W 1992 awansowany na stopień generała brygady. W 1992 po reorganizacji SG WP szef Zarządu Szkolenia Operacyjnego SG WP, którym był do 1995, gdzie między innymi w 1992 jest w zespole autorskim opracowującym strategię obronną RP w nowych uwarunkowaniach geopolitycznych, autor systemów dowodzenia Siłami Zbrojnymi RP z zastosowaniem systemów informatycznych. Jest także autorem pierwszego planu udziału Sił Zbrojnych RP w programie „Partnerstwo dla Pokoju”.
W 1995 objął funkcję szefa Zarządu Dowodzenia SG WP, po czym w 1996 został skierowany na stanowisko zastępcy dowódcy–szefa Sztabu Warszawskiego Okręgu Wojskowego. W międzyczasie ukończył kurs języka angielskiego III stopnia według standardu NATO oraz kurs bezpieczeństwa zakończony uzyskaniem certyfikatu bezpieczeństwa oznaczony klauzulą „ściśle tajne”. W 1999 w Instytucie Stosunków Międzynarodowych odbył kurs bezpieczeństwa narodowego. Od roku 1999 do 2004 attaché wojskowy w Kanadzie. Z dniem 29 lipca 2005 w wieku 60 lat został zwolniony z zawodowej służby wojskowej przechodząc w stan spoczynku. 15 sierpnia 2005 podczas uroczystości z okazji Święta Wojska Polskiego na dziedzińcu Belwederu został uhonorowany listem przez prezydenta RP Aleksandra Kwaśniewskiego w związku z zakończeniem zawodowej służby wojskowej.
W latach 2006–2007 był zastępcą dyrektora Biura Inwestycji i Eksploatacji Agencji Rezerw Materiałowych Ministerstwa Gospodarki. Jest członkiem Klubu Generałów i Admirałów RP, od 2019 pełni funkcję wiceprezesa Klubu. Zainteresowania: historia Polski, łowiectwo, sport (piłka siatkowa – czynnie).

## Awanse[7]
- podporucznik – 1966
- porucznik – 1968
- kapitan – 1972
- major – 1974
- podpułkownik – 1977
- pułkownik – 1980
- generał brygady – 1992

## Ordery, odznaczenia i wyróżnienia
- Krzyż Oficerski Orderu Odrodzenia Polski – 1994[1]
- Krzyż Kawalerski Orderu Odrodzenia Polski[8]
- Złoty Krzyż Zasługi[8]
- Medal Za zasługi dla WOW
- uhonorowany listem od Prezydenta Rzeczypospolitej Polskiej na zakończenie zawodowej służby wojskowej – 2005[13]

i inne